# OnePlus 11
Lo OnePlus 11 è uno smartphone di fascia alta prodotto da OnePlus, annunciato e commercializzato da gennaio 2023.

## Caratteristiche tecniche

### Hardware
Il dispositivo misura 163.1 x 74.1 x 8.5 mm e pesa 205 grammi. È dotato di un chipset Qualcomm Snapdragon 8 Gen 2 (processo produttivo a 4 nm), con CPU octa-core e GPU Adreno 740. È stato commercializzato in versioni da 8, 12 o 16 GB di RAM e 128, 256 o 512 GB di memoria interna UFS 4.0 (3.1 nella versione con 128 GB) non espandibile.
Supporta le connettività 2G, 3G, 4G, 5G; Wi-Fi 802.11 a/b/g/n/ac/6/7, dual-band, Wi-Fi Direct, hotspot; Bluetooth 5.3, A2DP, LE, aptX HD; GPS, GLONASS, BDS, GALILEO, QZSS; ha una porta USB-C 2.0 con supporto OTG e l'NFC.
Il display è un Fluid AMOLED da 6.55 pollici con risoluzione Quad HD+ (1440 x 3216 pixel), protezione con vetro Gorilla Glass Victus ed IP64, supporto HDR10+, Dolby Vision e una densità di pixel di 525 ppi. Il sensore di impronte digitali è posizionato sotto lo schermo.
La fotocamera posteriore è dotata di tre obiettivi, uno da 50 MP con f/1.8, PDAF multidirezionale, OIS, HDR, uno da 32 MP con f/2.0 (teleobiettivo), PDAF, zoom ottico 2x e uno da 48 MP, f/2.2 (grandangolare) con AF, la registrazione video è fino ad 8K@24fps o 4K@30/60fps, gyro-EIS e doppio flash LED. La fotocamera anteriore è da 16 MP con f/2.5 e registrazione video 1080p@30fps.
La batteria è una batteria ai polimeri di litio da 5000 mAh, con supporto per la ricarica rapida cablata a 100 W (80 W nella versione per il mercato statunitense).

### Software
Il dispositivo è dotato di sistema operativo Android 13, aggiornabile fino ad Android 15, con interfaccia utente OxygenOS 15 nel mercato internazionale e ColorOS per il mercato cinese.